# Nana Mouskouri

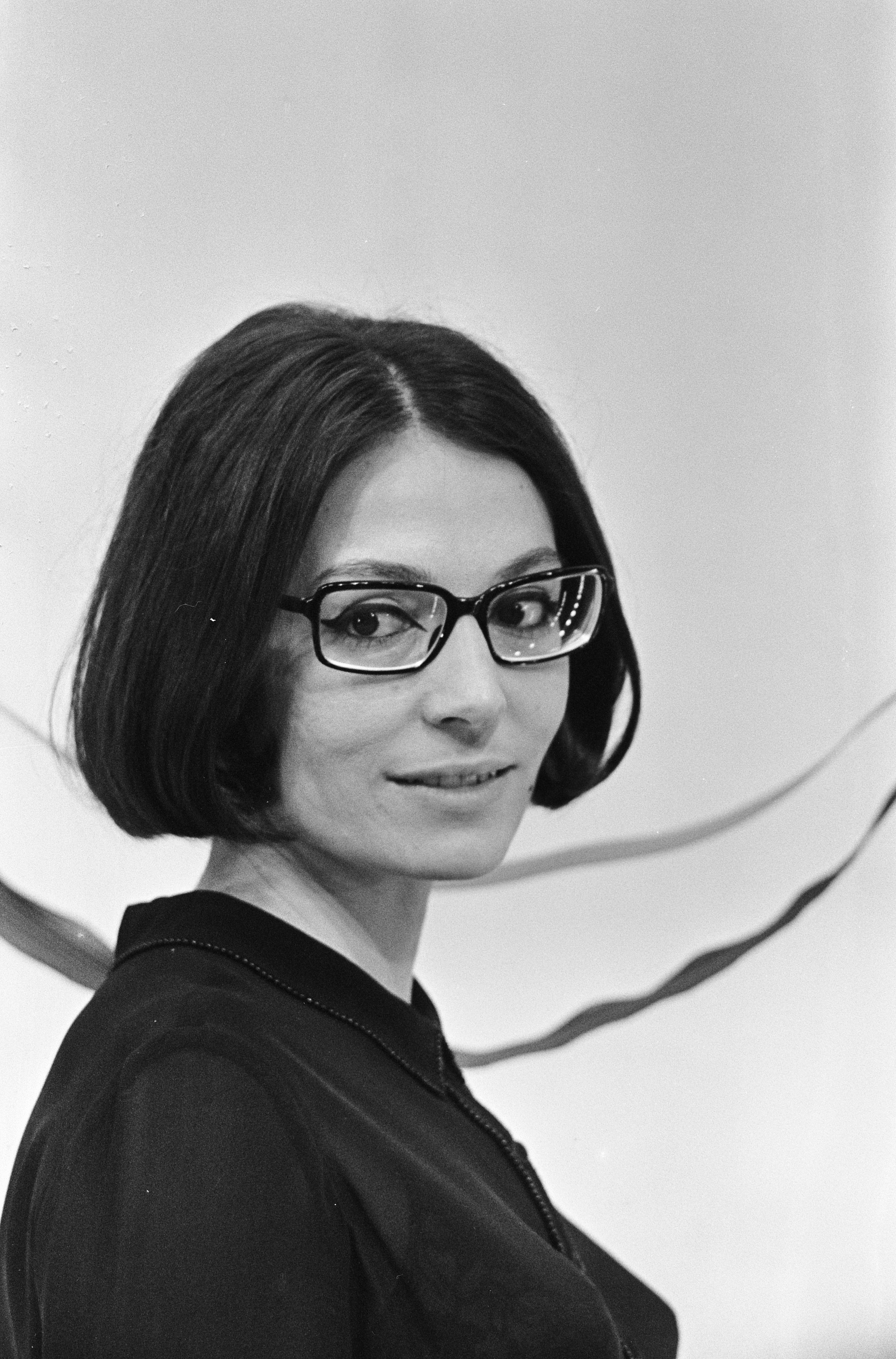
Nana Mouskouri 1966.

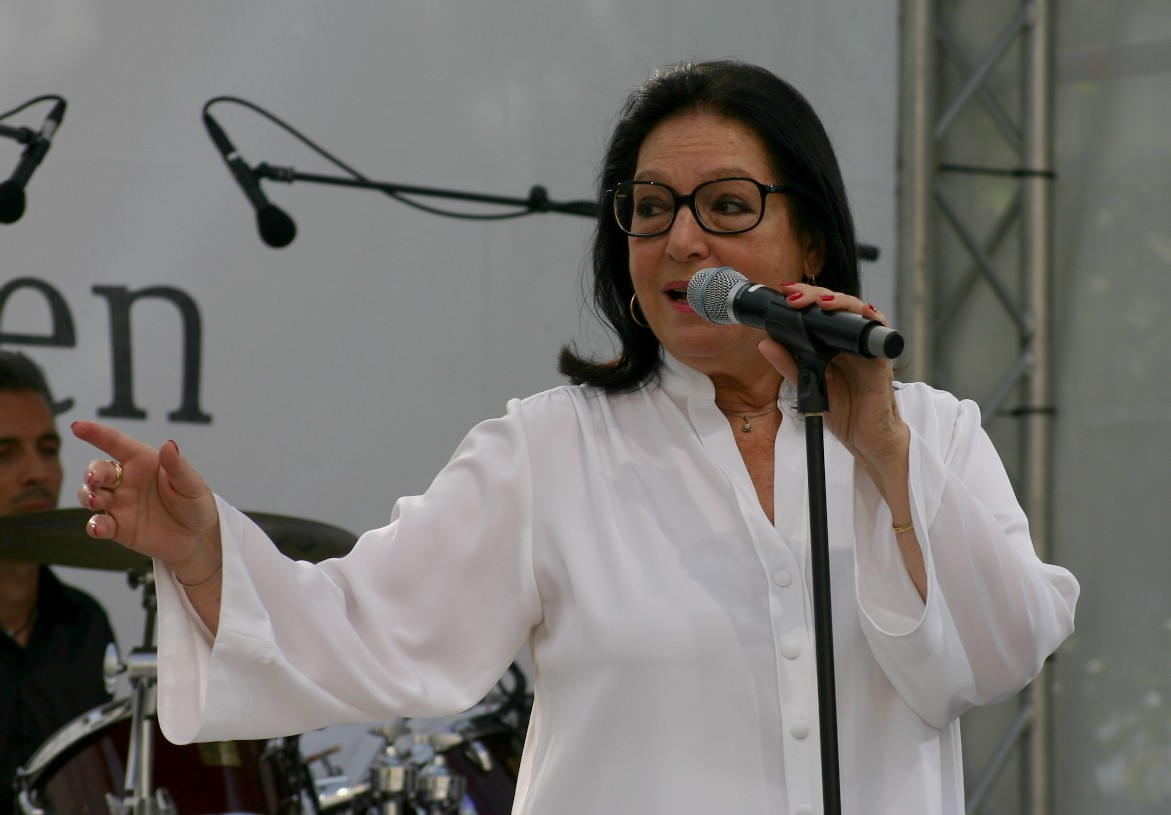
Nana Mouskouri 2012.

Nana Mouskouri (Nανά Μούσκουρη), egentligen Iōánna (Johanna) Moúschouri (Ιωάννα Μούσχουρη), född 13 oktober 1934 i Chania, Kreta, är en grekisk sångerska.
Mouskouri sjunger musik med inslag av grekisk folkmusik av bland andra Mikis Theodorakis och Manos Hadjidakis, jazz och pop samt klassisk musik av Verdi och Mozart.

## Biografi
Mouskouri föddes på ön Kreta. När hon var fyra år gammal flyttade familjen Mouskouri till Aten, där hennes far arbetade som biografmaskinist. Hennes mor, som hade en fin sångröst och spelade musik, var hemma med sina två flickor Jenny och Ioanna ("Nana"). Hennes högsta önskan var att de båda skulle ägna sig åt klassisk sång. Nana studerade i åtta år på Atens konservatorium, där även hennes syster Jenny studerade, men hon bildade snart familj och slutade på konservatoriet. Nana fortsatte sina studier i sång, harmonilära och piano. 
Nana Mouskouri har spelat in 90 originalalbum och gett ut över 200 skivor totalt (inklusive singlar och samlingsalbum).  Hon har sjungit in sånger på 15 språk och gett ut kompletta album på 11 språk. Varje år har hon dessutom hållit cirka 100 konserter (undantaget en 5-årsperiod på 1990-talet då antalet låg på omkring 50). Hon talar åtta språk och har vunnit en mängd priser över hela världen. Hon sjöng bland annat in Green Green Grass of Home på franska som "Le toit de ma maison".
På 1960- och 1970-talen hade Mouskouri en musikgrupp som hette Athineas. Hon har varit EU-parlamentariker och arbetar för Unicef. Mouskouri ger alltjämt konserter.